# Fuelling Poverty
Pour plus de détails, voir Fiche technique et Distribution.
Fuelling Poverty est un film documentaire nigérian réalisé par Ishaya Bako en 2012. Il est consacré au mouvement Occupy Nigeria (en), dénonçant la pauvreté et la corruption dans le pays. Il est narré par le lauréat du prix Nobel de littérature Wole Soyinka et censuré par le gouvernement de Goodluck Jonathan. Dans ce film de 28 minutes apparaissent également Femi Falana (en), Nasir Ahmad el-Rufai (en), Seun Kuti et Desmond Elliot (en).

## Censure
Le gouvernement nigérian, via le National Film and Video Censors Board (NFVCB), a interdit le film de toute diffusion publique, arguant que « ...le contenu du film est hautement provocateur et susceptible d'inciter ou d'encourager le désordre public et saper la sécurité nationale ». Les producteurs du documentaire via l'avocat du NFVCB sont également « ...fortement conseillés de ne pas distribuer ou diffuser le documentaire. Toutes les agences de sécurité nationale appropriées sont en alerte... »,.

## Récompenses et nominations
- Africa Movie Academy Award du meilleur film documentaire 2013[6],[7].